# Galeriegrab von Delancey
Das Galeriegrab von Delancey (auch Delancey Park genannt) liegt in einer Ecke des Parks auf einem Hügel in Saint Sampson bei Saint Peter Port auf der Kanalinsel Guernsey. Es ist das einzige Galeriegrab auf Guernsey und eines von lediglich dreien auf den Kanalinseln.
Die Reste des etwa 10,0 m langen, ruinierten Galeriegrabes wurden 1919 entdeckt, als Arbeitslose  ein Ginsterareal räumten. Sie entdeckten mehrere große liegende Steine. Die Decksteine der Megalithanlage sind verschwunden, aber die ehemaligen Tragsteine der Anlage waren umgelegt und vollständig begraben. Dies könnte geschehen sein, als im 18. Jahrhundert Baracken auf dem Hügel errichtet wurden. Bei der Ausgrabung wurden einige Knochen, ein wenig Keramik und Feuerstein gefunden. Es gibt Überlieferungen, nach denen westlich davon ein anderer Dolmen begraben liegt.
Eine Grabung im Jahr 1932 wurde nicht genau aufgezeichnet. Delancey Park wurde von der Clifton Antiquarian Society ab 2011 ausgegraben.
Die Steinkiste von L’Islet liegt am Sandy Hook im Vorort L’Islet.